# エターナルファンタジー
『エターナルファンタジー』は、2007年11月22日に発売された18禁恋愛アドベンチャーRPG。略称はエタファン。

## 概要
ゲーム本編では、『序章　白き鞘　選ばれし剣』、『1章　交錯する命運』、『2章　継がれゆく永久の誓い』、『3章　王都凱錠』、『4章　陽光へと仰ぎ見る花』、『終章　龍の想い　神の導き　人の祈り』に6つの章にそれぞれ分かれている。

## 封印大戦
この世界の言葉ではシギル・ベルムと呼ばれる。

## 世界と龍の伝説
膨大なエネルギーの奔流から世界（プレ・フラート）が生まれ、一匹の龍『神龍』と呼ばれる存在が生まれた。神龍は三匹の子、海龍（カイ）、空龍（クウ）、地龍（リク）を成し、それぞれに海と空と大地を守るように言いつけた。
しばらくは平和な時代が続いたが、やがて海龍と地龍が争いを始める。仲裁に入った空龍だが、海龍と地龍に殺されてしまう。神龍は悲しみ、空龍の亡骸を空に浮かべて月とし、悲しみに疲れた自らも空に昇り、太陽となる。海龍と地龍も反省し、自ら海原と大地へとその身を捧げた。世界は海龍と地龍が創った神々が支配し、姿を変えた龍たちの血液から精霊が誕生した。
こうしてプレ・フラートは現在へと礎を築いたのだ。

## 国家

### グラディオ地方
フィデリトール王国
グラディオ地方を形成する、三つの国家の一画を成している。封印大戦(シギル・ベルム)と呼ばれたかつての大決戦の際に立ち上がった三英雄の一人、"無敵の双剣士レオパルディン・バルトネラ"によって建国された。
王家の紋章は彼が愛用した一対の剣がモチーフとされ、王都レオメトルにそびえる双子の剣山にも表されている。
建国時より専制君主制であり、代々フィデリトール王家によって直接統治されている。しかし現在、国王の座が空位であるため、宰相が統治の全権を握っている。
首都
- レオメトル - フィデリトール王国の首都。岩山をくりぬいたような地形に作られ、それ故に鉄壁のレオメトルの異名を持つ。

都市
- エストマテル
- オットマテル
- コーンウォール

魔法国マガ・アグル
首都
- キルクカプト

都市
- リメン
- パラディス
- クイリッツォ

村
- ノーソン
- ファカ

グロスワルト連邦
首都
- エルキャピト

村
- シエラ
- マイリフ

## 種族
ジン
私たちの世界で言う人間がこれに当たる。ほとんど普通の人間と変わりない。
エルフ
100年以上生きる種族で長寿を誇る。見た目は心の状態に左右されるようである。シギル・ベルムに参加しなかったことから、臆病者など他の種族の中でも特に嫌われている。
ユグモ
フーメ
ドワーフ
ペカロ
魔人
魔物の中でも特に知能を持ち人型の者の俗称

## 宗教
グラディオ地方では、10の神が崇拝されている。身分や信条により信者が異なり、当然数にも差がある。また、それぞれに対の存在となる神が存在する。
オルディニス秩序や法を司る神。王や貴族といった支配階級、警察や政治家が信奉している。対はシャオスイーナ。
シャオスイーナ混沌と解放、革命を司る女神。「多角的な視野を持て」を教義としている。革命家や芸術家の多くが信奉している。対はオルディニス。
アムリア自愛と豊穣、約束、子宝を司る女神。農民や猟師に信仰されているため、信者数は最も多い。対はエフィモール。
エフィモール情熱と恋愛、儚さを司る。対はアムリア。
サピエルナ学問、知識、理性の神。賢者や魔術師、研究者が信奉している。信者は少ない。対はアルティナ。
アルティナ芸術、ひらめき、感性の神で幸運の女神とも言われる。対はサピエルナ。
セリティア競争や行動、独立心を司る。一般的には勝利の女神と言われていて、傭兵などに信者が多い。対はヴァルコ。
ヴァルコ調和、自然、休息の神。自然と共に生活している人達が崇拝している。対はセリティア。
サスティニス伝統と持続、定形の神。職人などが信仰する。対はエオーレ。
エオーレ変化と革新の女神。旅人や流浪の部族に信奉されている。対はサスティニス。

## 戦闘システム
プレイヤーは6人中から「リーダーキャラ」を選び、戦闘中ではそのキャラクターのみを操作する(残りは自動攻撃)。また選んだリーダーキャラによって攻撃判定が異なり、「クリティカル」「コンボ」「チャージ」の3タイプに分類できる。戦闘自体は「個人戦」と「パーティー戦」に分かれている。なおゲーム発売後すぐに「ダメージが『-1』などと表示」、「ある条件下で一部のイベント戦闘が、開始直後に必ず敗北」、「プレイヤーがリーダーキャラをロコモコにし、ロコモコで攻撃するとHPが激減する」のバグが発見されている。これはCIRCUSの公式HPで公開されている、修正パッチを当てる事で解決できる。
攻撃判定
クリティカル：カロ、エウレッタ
コンボ：アルシェ、リューリカ
流れてくるカーソルに、タイミングよく左クリックすると大ダメージ。
チャージ：ファルテ、ロコモコ
左クリックしている時間が長いほど、大ダメージ。しかし攻撃までの時間が長くなる欠点。
必殺技
- カロ - Lv1大空轟雷斬（トネルサンクシオ）  Lv2天空神雷斬（オルダイナス）
- アルシェ - Lv1エスクリメル  Lv2フランセスダンス
- ファルテ - Lv1深緑の雨（フルシュマータ）  Lv2二重奏の嵐（クンツェラーシファ）  Lv3真なる炎（シャリルナール）
- リューリカ - Lv1憎しみの朱縛  Lv2蒼絆の守護者
- エウレッタ - Lv1ハイリヒター  Lv2アウレル・フリューゲ
- ロコモコ - Lv1必殺ロコモコ拳  Lv2必勝ロコモコ砲（キャノン）

## 登場キャラクター

### 主人公
カロ（声：加賀ヒカル）
主人公。フルネームはカロ・プロロフルト。レオメトルで鍛冶屋を営む父親、母親と早くに死に別れ、街の自警団に所属している。剣術は自己流で、腕はそこそこ。感情豊かで筋が通らないことは許せない正義感があり、まっすぐで前向き、お人よしで純情な性格の青年。個性的なメンバーをつなぎとめるのも自然と彼の役割になるのだが、なんだかんだで振り回されつつ少しずつ成長していく。種族はジン。好きなものは英雄、修行・鍛練、育った国、家庭料理。嫌いなものは約束を破ること、大人の理屈、束縛、色恋、子供扱いをすること。武器は父親が作った剣と、聖剣「エノーマ」。

### 攻略可能ヒロイン
アルシェ（声：立花あや）
フィデリトール王国の第一王女。フルネームはアルカンシェ・プティフルール・フィデリトール。世襲制王権国家であるフィデリトール王国で現在唯一の王位継承権を持ち、17歳の誕生日に王位を継承するはずだった少女。細身の二振りの剣で闘い、正式な訓練も受けている為十分な戦闘能力も持っている。王女様らしく箱入り娘的に育てられたためか一般常識に少々欠ける面があり、素直で真面目な性格とあいまって、旅の最中ではトラブルの原因にも、癒しにも、カロの苦労(心労？)の原因にもなったりする。本人にも一応自覚はあり、何とか直そうと努力するも空回りすることもしばしば。種族はジン。好きなものは庶民的なもの、頼れる大人。嫌いなものは掟やしきたり、悪者、早起き。武器は「ジュスティア(太陽の剣）」と「リベルテ(月光の剣)」の二刀流。
旅の最中に数度襲撃を受けるが、王位を狙う宰相デジロンの刺客と判明した後にフィデリトールへ戻る事を決意。アルシェ自身の偽りの葬儀の場においてデジロンを一騎討ちで倒し自らの健在を国内に知らしめるが、直後の戴冠式では未だその時ではないと王位を預け、王太女として親政を敷く。旅の最中での経験や出会いによって大きな成長を遂げ、フィデリトールへの魔族の襲撃においては最前線で自ら国民たちを護る姿に「女王アルカンシェ」と自然に国民たちから称えられる存在にまで成長した。
ファルテ（声：きのみ聖）
誇り高く強気なエルフ。フルネームはファルテフィエルテ・ヴァルトクベルレーベ。外見は幼いが、人間などよりはるかに長く生きている(作中の台詞からすると112歳）。生き別れた兄アルコフィエルテを探して旅をしている。一人称は「わし」。他のエルフとは異なり、火を恐れることも忌み嫌うこともないエルフ界の異端児である。エルフであることに誇りを持っており、誰かがエルフをバカにすると物凄い勢いで反発する。しかし、彼女自身も誇りを忘れた同族のことを少なからず恥じている。いつも身につけているボロボロのマントは兄から譲り受けたもので、身体とサイズが合っていないため良く他のキャラに踏みつけられてしまう（その場合、大抵ファルテは地面に顔面を打ち付けてしまう羽目になる)。リューリカとは犬猿の仲で、特にスタイル面でからかわれ（リューリカ曰く『お子様』、ファルテの反論は『おっぱい女』）小競り合いに発展するのは日常茶飯事。弓矢、精霊魔法の使い手。好きなものは街(都会)、水浴び、肉料理。嫌いなものはエルフを馬鹿にする者、子供扱いされること。武器は精霊に呼びかける為の笛であり、弓にも変形する「サリファード」。
シエラ山において兄・アルコの真実を知り、別れの悲しみと共にエルフの誇りを知る事になる。エルフたちによる魔人エトラビの封印を完全にする｢炎の大精霊」の力を借りることに成功するが、黄昏の杜では封印ではなく魔人との戦いを提案。エルフたちの未来と希望を願い、仲間たちやエルフ達と共にエトラビの撃退に成功する。この結果、エルフ達を黄昏から解放した存在となった。
リューリカ（声：はるかめぐみ）
身内を魔族に殺されてしまい、復讐のために生きている年上の女性。フルネームはリューリカ・メルン。仇の魔物に対抗するために、禁忌である呪術に手を染めた。復讐のためなら手段は選ばない。自信家で激情家。メインキャラ中でダントツのスタイルの良さと露出度を誇り、性格面でもオトナの女性の余裕を見せる。カロを「ボウヤ｣と呼びからかうことも多い。種族はジン。蹴り技、投げナイフ、そして呪術で闘う。好きなものは妹、酒、自分より強い男。嫌いなものは魔物、悪夢を見る杖、甘いもの。武器はナイフの「ルージャファーデン(朱縛）」。
仇だと思っていたグリダロスは倒したが、その後に現れた魔人アウラに翻弄され敗北。死ぬ間際にグリダロスに真実を話され、力の源、憎しみが行き場を失い暴走し死線を彷徨ったが、エレヒアとグリダロスに優しさの力を諭され聖霊使い（ソウルハンドラー）として復活。ナイフも本来の姿ラズラ・サブリス(青い絆)に戻る。
エウレッタ（声：中川彩子）
オルディニス神殿の特務神官。フルネームはエウレッタ・ゼーユングフラウ。常人離れした強力な魔法だけでなく杖や鎌による戦闘もこなし極めて高い戦闘力を持つが、極端に無口で他人に心を開かない。ただし子供や、小動物など可愛いものに対しては穏やかな面を見せる。神学校では首席であり、非常に優秀である事が分かる。種族はジン。杖と白魔法で闘う。好きなものは祈り・瞑想、子供、読書。嫌いなものは偽善、安請け合い、人の多いところ。武器は杖と鎌の形態を持つ「アンビバレント」。
彼女は世界でも稀とされるジンと魔人のハーフである。背中に黒い小さな翼を持ち、魔人の力を解放する際には輝く翼を負うようになる。本来はとても心優しく脆い一面もあるごく普通の女の子なのだが、魔人のハーフである為に受けた迫害が心を閉ざさせてしまっていた。エスタッジオとタルナダの策略により窮地に陥るが、仲間達を信じる心を目覚めさせる事で乗り越える事に成功する。それ以降は会話の中に軽いツッコミを入れるほどにメンバー達と打ち解けることができる様になった。ちなみに、ファルテ程ではないが貧乳をひそかに気にしているらしい。
ロコモコ（声：ひなき藍）
驚異的な身体能力を持ち、剣などの武器は一切持たず体術で戦う。常にハイテンションで落ち着きがなく、天然な上にドジっ娘と天性のトラブルメーカー。人騒がせなことこの上ないが、なぜか憎めないところがあり、パーティー内のマスコットとして定着している。大仰な物言いを好んで使うが、やたら台詞をかみまくる。友達に愛称をつけるのが好きで、女性メンバー全員をそれぞれ愛称で呼ぶ。ウサギ形態の「ウサロコ」と人型形態を使い分けることが出来るが、ウサギ形態の方が色々な意味で楽らしい。ただし一言多かったりする場合、ウサギ形態の時はリューリカに蹴っ飛ばされ空の彼方へ消えていくのがお約束。ちなみにウサロコは同ブランド内の作品D.C.II 〜ダ・カーポII〜のある隠しキャラのルートで背景のみで出演している。背中のカバンには明らかに容量以上の物が入っている(少なくともお茶会に使う食器や鍋、お菓子や茶葉やジャムなどが大量に)のだが、中身がどうなっているのかは謎。好きなものは自然、夜、お茶。嫌いなものは檻の中の動物、計算・考えること、辛いもの。武器は金属製の拳具「ラファシフル」。
正体は魔人ビゴットが作成した人間と獣の合成体。｢試作品｣と呼ばれ、ビゴットに対しての服従心と服従の魔法で縛られている。更にその元となったのはグロスワルトに住んでいたジンの娘であり、ビゴットの襲撃により殺害された際に庇った兎と合成させられた。この事実が明かされた事が、ロコモコがビゴットに反逆するきっかけとなる。

### その他
プリル（声：北都南）
体に聖剣を宿している少女。物語の鍵を握る。素性は謎に包まれているのだが至って素直で純真無垢な性格。メンバーの中ではマスコット的存在ながら、衝突の多いメンバーの緩衝材的役割や和みにもなるため、実はカロと共にメンバーをまとめる大事な存在だったりもする。メインヒロインたちを始めとする女性を｢花｣に喩える、魔物の気配を極めて敏感に感じ取るなど、不可思議な行動を取ることも。
プリマヴェールによって生み出された聖剣の鞘。プリマヴェールの映し身。
最後はオベル、プリマヴェールと共に消滅した。
エピローグでは、カロ、アルシェ、ファルテ、リューリカ、エウレッタ、ロコモコが丘に集まった時にプリルによく似た子供を発見した。
聖女（声：北都南）
神剣オルダインの鞘。
本当の名前はプリマヴェール。エルセリカ最上階の屋敷にいた。オーベルに神剣の力の一部(プリル)を与える。そのため封印の力が弱まり、プテルニュクテスの力が漏れ出してしまう。結果、プリルの中にプテルニュクテスが混ざり聖剣が魔剣へと変貌。操られたオーベルに魔剣で刺されてしまう。自らを凍らして神剣の封印は抑えたが、彼女の胸からは最愛の人オーベルに刺された絶望の形、冬花が生まれてしまった。
最後はプテルニュクテスが倒されたことにより呪縛が解かれて復活する。カロ達に真実を話したのち、プリル、オベルと共に消滅した。彼女が復活し消滅したことにより冬花は消え去り春が訪れた。
魔女（声：北都南）
覇王オベルの側に常に居たとされる魔女。魔王の持つ魔剣に力を与えていたと伝えられている。100年前の封印大戦(シギル・ベルム)の際に三英雄によってエルセリカに封じられた。
プリルがプテルニュクテスに取り込まれ、変化した存在。オーベルを操り、プリマヴェールを殺そうと目論む。
覇王オベル
エルセリカに封じられている覇王。100年前の封印大戦(シギル・ベルム)の際に三英雄によってエルセリカに封じられた。
本当の名前はオーベル。魔人ではなくジン。フルネームはオーベル・サムス。オルディニスの洗礼を受け教団の騎士団へ入団したオルディニス信徒。入団後、直ぐに司祭職に叙せられ、護衛隊へ入隊。その時に偶然にも聖女プリマヴェールと出会う。またベネウォールとは知り合い。その強い正義感から当時の国ペルグランの腐敗した圧政に苦しめられている民衆を救おうと教団から還俗する。その時にプリマヴェールから託されたのがプリルである。その後解放軍を組織し、レオパルディン、テネレーズ、タクムドと共に戦いついにペルグランの首都パラディスを陥落させた。その後、魔女に操られるがままに最愛の人プリマヴェールを刺してしまう。その時に戻った意識でプリルをベネウォールに託す。
最後はプテルニュクテスが倒されたことにより呪縛が解かれて復活する。カロ達に真実を話したのち、プリル、プリマヴェールと共に消滅した
ティライユル（声：中澤アユム）
コーンウォールの民衆から絶大な支持を受ける、自警組織イル・イゾレの盲目のリーダー。種族はジン。
正式にはティライユル・ロデンと言い、昔はフィデリトールで「白銀の雷鳴」と呼ばれていたが、魔物たちとの戦いの中でマラキアに視力を奪われた。この戦いの後彼は死亡した事になっている。後にアルシェと共に王国へ戻り、客員将軍（ゲストジェネラル）として采配を振る事になる。
クレテール
イル・イゾレの副リーダー。美人だが冷静で厳粛な女性。種族はジン。フルネームはクレテール・オルジュ。エターナルファンタジー唯一のメガネキャラ。
イデア（声：福井信介）
カロに剣の扱い方を指導した人物で、実力はかなりのものであり、魔法も使用できるが、謎が多い人物である。実は魔人であり強大な力を持つ。いくつか姿が変えられるようである。
ロン（声：伊藤涼）
一攫千金を夢見るカロの幼馴染。フルネームはロン・テンガー。種族はユグモ。お調子者で女好きだが、臆病な一面を併せ持っている。宿に泊まるとなれば女性陣へ夜這いを仕掛け、野営するなら寝込みを襲おうとするなど非常に判り易い行動を取る。当然、その全てを防がれ痛い目を見るのがお約束。戦闘ではブーメランを投げるがいまひとつ役に立っていない。ただ、旅の経験はそれなりに豊富で、時折的を射た意見や気の利いた行動をとる事もある（が、大抵はいまひとつ報われない)。典型的な三枚目キャラのムードメーカー。
パーティー内での力不足を悟り一時戦線を離脱するが、後に大商人となりフィデリトールの危機に駆けつけ大いに支援する。｢三国同盟」におけるグロスワルトの役割を担う大役を務めることとなった。パーティー離脱の際にニョッキ・タコスの兄貴分となり、またカーティと良い関係になっている。
エフメル（声：新堂真弓）
アルシェを陰から支える隠密の少女。種族はジン。王女であるアルシェの数少ない友達(エフメル本人は否定しているが)でもある。運動能力が非常に高く、独特の魔法も使いこなす。アルシェを守るために手荒れな手段も使うが、本人に自覚はない。
最期はアルシェの身代わりになり死亡。
スゥ、カク
アルシェといつも一緒にいる正体不明の生物。名前は水戸黄門の「助さん」「格さん」から来ている。2匹とも正体はピュアドラゴンと呼ばれる存在。
デジロン
フィデリトール王国の宰相。フルネームはデジロン・ミニストラ。「金色の豪馬」と称される剣の達人。アルシェに剣術を指南している。
表では国を仕切っているが、裏ではアルシェを暗殺し、フィデリトールを我が物にしようとしている。戴冠式でその計画を暴露され国を追われるが、その後魔人マラキアと手を組み魔物たちを率いて再びフェデリトールを襲う。最終的にはビゴットに予め仕組まれていた形で魔獣へ変貌する。非常に歪んだ形ではあるが、国を思う心だけは確かに存在していた。
イスティオ
魔法国マガ・アグルの王太子。アルシェの許婚。フルネームはイスティオ・トメロ・マガ・アグル。
アルシェの近くにいるのは自分では無いと思い婚約を解消した。婚約解消後もアルシェに協力した
アルコフィエルテ
ファルテの兄。行方不明中。
シエラ山に居る｢炎の大精霊」の助力を求める為に旅立ったが、シエラの村に住むジン達を護る為に、数十年の長きに渡ってエルフが苦手とする炎(炎の精霊の怒りの力)を鎮め続けていた。ファルテの為に壊れた大精霊石を残し、それを修復したファルテが炎の大精霊の助力を得たのを見届けた後に満足してこの世を去る。パーティー一行にエルフの誇り高さを身をもって教えた人物。
マイラカーサ
水の精霊。アルコフィエルテがファルテに与えた友達。力の大きさは中級クラスだが、ある程度の自我を持っている。
エレヒア（声：佐々留美子）
リューリカの妹。
ベファーナ
リューリカの霊媒術の師匠。
グリダロス
一本角を持つ魔人。リューリカの妹、エレヒアの仇。
魔族の大儀に殉じている為に人間達にとって間違いなく敵ではあるものの、卑怯な行為や虐殺を嫌う武人のような心を持ち、優しい心の強さすら知る魔人。実はエレヒアを殺したのは魔人アウラであり、無意味な殺戮を止められなかった事を悔いファカの村でエレヒアの墓を護っていた。後にリューリカと和解し、リューリカが｢呪紋使い」から「聖霊使い（ソウルハンドラー）」に戻る際に守護の役割を担う事になる。
ゼガルド
エウレッタが生まれ育った孤児院の司祭。 かつては暗殺者をしていた。
エスタッジオ
オルディニス神殿の特務神官のリーダー。フルネームはエスタッジオ・グラナート。
裏では魔人タルナダと繋がっている。かなり優秀な人物であるが、「自分をいつも見下した態度で見ている」と思い込んでエウレッタを目の敵にしている。神学校ではエウレッタと同期である。
ベネウォール
冬花以前を知るオルディニス神殿最高司祭。種族はフーメ。
シギル・ベルムの起こる前オーベルの豹変に信じられず向かったエルセルカにてオーベルにプリルを託される。最終決戦では勝利を信じ、教団最高司祭のみ使える自らを犠牲に発動する封印された魔法、グラディア・ミリアリア(無限なる煌めき)を発動した。
フェレス（声：きのみ聖）
ロコモコの友達。
彼もロコモコと同様、正体は魔人ビゴットが作成した人間と獣の合成体である。
エルシスネ
高い指導力を持つ、エルフたちの女王。
コルテ
カーティ
スコッティ（声：梅津秀行）
スコッティ盗賊団のリーダー。強盗や殺人なども行う、根っからの悪人。
ニョッキ
スコッティ盗賊団の一員。種族はユグモ。争い事が苦手な小悪党だが、手先が器用で鍵開けが得意。
タコス
スコッティ盗賊団の一員。種族はペカロ。ニョッキを親分として慕っており、同じく争い事は苦手。力自慢である。

### 敵キャラクター
マラキア
魔人3姉妹の長女。愛に生きる女と自称するが、それは非常に歪んだ形で表現される。妹たちを恐れさせる程の力を持つ。
デジロンと手を組み（実際には利用しているだけだが）フィデリトールに攻め込む。ティライユルとは因縁があり、彼女の歪んだ愛情は彼にのみ向けられている。また、彼の両目を奪ったのは彼女である。
ティライユルとの一騎討ちで首を落とされ死亡。その最期までティライユルを見つめていた。
タルナダ
魔人3姉妹の次女。ブレザー風の衣装を身に着け、巨大なハンマーを武器にする。邪悪だが今ひとつ詰めが甘い所があり、妹のアウラにもバカにされる時がある。
オルディニス特務部隊隊長のエスタッジオをそそのかし、一行を襲う。
アウラ
魔人3姉妹の三女。最も幼い外見ながら、子供の無邪気な好奇心と残酷さが歪み果てたような邪悪な性質を秘めている。
リューリカの住んでいたファカの村を襲った張本人で、リューリカの妹エレヒアを殺したのは彼女である。
最期はエレヒアの姿になりリューリカを殺そうとするが、エレヒアが絶対に口にしない言葉を言ってしまい逆にリューリカに殺される
ビゴット
魔人。グロスワルド連邦の首都エルキャピトを実験のために襲い壊滅させた張本人で、マッドサイエンティスト。ロコモコに命令しキルクカプトから魔法石(ミクマーレ)を奪う。それを利用して巨大生命体フィリウスを繰りパーティー一行を苦しめる。真実を知ったロコモコによって倒されたかに見えたが、その後フィデリトールとマガ・アグルの戦中に自らに仕組んだ力でフィリウスと合体し魔法石を求めて現れる。
エトラビ
三頭の魔狼に胯った魔人族。黄昏の杜のエルフの里に封じ込められている魔人。5大精霊中の火以外の4精霊に封印されており、体を動かすことはできないが、余裕な口ぶちで話しかけてくるほどの非常に強大な魔人。
最後はファルテの提案で結界を解いたのを好機とみて出てこようとするがカロ達に樹の中に押し戻され極所結界により樹の中に閉じ込められた

## スタッフ
- プロデューサー：tororo
- 企画・原案：みつまむ
- 原画：みつまむ、えこ、たにはらなつき、秋蕎麦、鳴海、ちのちもち
- シナリオ：愛羽、桑原文彦、日富美信吾、そのだまさき、森の眼、ごとうしん

## プロモーション

### DCtoEF
D.C.II 〜ダ・カーポII〜のキャラクター達が旅をしながら、エターナルファンタジーの世界を解説していくプロモーションムービー。本作品の公式HPでダウンロードできる。全8話。
あらすじ
- D.C.II 〜ダ・カーポII〜に登場する3人のヒロイン朝倉音姫、朝倉由夢、月島小恋は芳乃さくらの魔法の暴発によって、エターナルファンタジーの世界に飛ばされてしまう。おまけに元の世界へ戻るために必要な、さくらの魔力が貯まるまで2ヶ月いることになった。その間4人は旅の道中で様々な人々と出会いながら、友情を深めていく。

- 第1話:「飛ばされて、プレ・フラート?」
- 第2話:「レオメトルの女の子」
- 第3話:「10の神様が見守る世界」
- 第4話:「防人の街、コーンウォール」
- 第5話:「旅は道づれ。教えてファルテちゃん」
- 第6話:「ウサギも入る温泉にようこそ!」
- 第7話:「となりの亜人、ア・ジ・ン」
- 最終話:「新しいアルバムの中も、想い出でいっぱい」

### バーチャルリプレイ エターナルファンタジー
エターナルファンタジーの世界観をテーブルトークRPGのリプレイ形式で紹介していくというもの。かつてロードス島戦記のリプレイを連載したコンプティークにて連載。リプレイといいつつも、明確なTRPGのルールがあるわけではなく、会話形式で物語が進むというものだった。テキストを今俊郎、挿絵をえこが担当。

## 関連商品

### エターナルファンタジー プログレッシブ
2007年10月19日発売。冊子(書き下ろし&ガイドブック)とDVD-ROMが同梱。DVD-ROMの内容は以下の通り。
エターナルファンタジー エピソードゼロ
本編が始まる前の各主要キャラクターの動向が分かる。以下の6名が対象になっており、各話に主要キャラクターは1人しか登場しない。全6話。
- それぞれの決心(アルシェ)
- 誇りもつ面影(ファルテ)
- 遠き安息(リューリカ)
- 神に問う自尊(エウレッタ)
- 自由の丘(ロコモコ)
- 希望と絶望と(プリル)

エターナルファンタジー体験版
本編の戦闘パートが実際にプレイできる。個人戦ではカロを操作する。パーティー戦でプレイヤーは、カロかアルシェを操り戦う。

### D.C.II Character Collection
エターナルファンタジー購入特典として、『D.C.II 〜ダ・カーポII〜』の限定ソフト「D.C.II Character Collection〜ダ・カーポII〜キャラクターコレクション 音姫先生のどきどき特別授業」がCLUB CIRCUSよりダウンロード配布された。内容は、『D.C.II Spring Celebration 〜ダ・カーポII〜 スプリング セレブレイション』に収録されていた「家庭教師のお姉さん」の番外編にあたる。

## 主題歌
オープニングテーマ
『Eternal Fantasy 〜愛は世界に遍く花のように〜』
歌：瀬名、作詞：tororo、作曲・編曲：虹音
エンディングテーマ
『愛の詩』
歌：瀬名、作詞：tororo、作曲：瀬名、編曲：中西亮輔
『あの花の咲く頃に』
歌：美郷あき　作詞：RUCCA、作曲：星和生、編曲：小高光太郎
ボスバトルテーマ
『Last fight』
歌：elefant、作詞・作曲・編曲：DJ ele

## 挿入歌
アルシェ編『Trust My Way』
歌：愛乃、作詞：miru、作曲・編曲：虹音
ファルテ編『時のカケラ』
歌：ひーこ、作詞：くみはし佑、作曲：星和生、編曲：小松一也
リューリカ編『あらたな光』
歌：ceui、作詞：ceui、作曲：石川智久、編曲：小高光太郎
エウレッタ編『心に咲く花』
歌：美郷あき、作詞：RUCCA、作曲：酒井陽一、編曲：虹音
ロコモコ編『解』
歌：miru、作詞：miru、作曲・編曲：佐野貴幸
プリル編『小聖女の唄』
歌：妖精帝國　作詞・作曲・編曲：橘尭葉
クライマックス『暁の祈り』
歌：瀬名　作詞・作曲：瀬名　編曲：中西亮輔

## 関連CD
- エターナルファンタジー オリジナルサウンドトラック
- Songs from Eternal Fantasy
- Destination for Arcie
- エターナルファンタジー キャラクターソング
- ロコモコの休息

## ラジオ番組
音泉でD.C.toEF ラジオが放送された。放送は月曜日。パーソナリティはアルシェ役の立花あや、ファルテ役のきのみ聖、ロコモコ役のひなき藍。なお音泉では前番組がD.C.II 〜ダ・カーポII〜 風見学園放送部で、こちらでも同じ3人がパーソナリティを務めていた。